# 42-й морський розвідувальний пункт (РФ)
42-й морський розвідувальний пункт «Холуай» (42 МРП СпП) — підрозділ спеціального призначення на російському Тихоокеанському флоті.
Умовна назва — військова частина 59190 (в/ч 59190).
Базується на Руському острові.
Призначення частини — диверсії та розвідка.

## Історія
Передвісником частини був створений на Тихоокеанському флоті у 1945 році на Руському острові 140-й морський розвідувальний загін, що за радянсько-японської війни 1945 року змусив капітулювати 3,5 тисячну японську авіаційну частину без бою. У серпні 1945 року 140-й розвідзагін брав участь у захоплення портів Юкі, Расін, військово-морських баз Сейсін й Гензан. Після війни підрозділ було розформовано.
42-й мрп спп створено частину у 1955 році у бухті Малий Улісс біля Владивостока. Частина пізніше передислокована на Руський острів біля бухти Холуай (з китайської «Пропаще місце»). Раніше тут у районі Красного мису у бухті Холуай (Новий Джигіт) розмішався 69-й окремий кулеметний батальйон Владивостоцького сектора берегової оборони Тихоокеанського флоту, що обслуговував вогневі дзоти Руського острову. Для батальйону у 1935 році була побудована 2-поверхова казарма й штаб, їдальня, котельня, склади та стадіон. Тут батальйон дислокувався до 1940-их років, після чого був розформований. Казарми тривалий час не використовувалися й відновлені вже для в/ч 59190.
Військова частина була засекречена й офіційно називалася База відпочинку «Іртек» з умовною назвою в/ч 59190.
З 24 лютого по 27 квітня 1982 році штатна група спеціального призначення вперше виконувала бойове завдання, перебуваючи на одному з кораблів ТОФ. У 1988—1989 роках протягом 130 діб виконувала бойове завдання розвідувальна група, оснащена підводними носіями «Сирена» та всіма необхідними бойовими засобами, що була доставлена малим розвідувальним кораблем зі складу 38-ї бригади розвідувальних кораблів ТОФ.

## Опис
42 мрп сп мав групи:
- водолазів-розвідників, які повинні були займатися розвідкою військово-морських баз противника з моря, а також мінувати кораблі й портові споруди;
- морських піхотних розвідників, що висадившись з моря, діяли на березі як звичайні сухопутні розвідники;
- фахівців радіо й радіотехнічної розвідки, що займалися веденням інструментальної розвідки, що дозволяла швидко виявити в тилу ворога найбільш важливі об'єкти, як то польові радіостанції, радіолокаційні станції, пости технічного спостереження, та, все те, що випромінювало в ефір будь-які сигнали й підлягало знищенню в першу чергу.

Офіцерів для морського спецприз пункту готували 3 військові училища — Тихоокеанське вище військово-морське (ТОВВМУ), Далекосхідне загальновійськове командне (ДСВКУ) й Рязанське вище повітряно-десантне командне (РВПДКУ), У 1960 році штат частини був збільшений до 146 осіб.
При проведенні тактико-спеціальних навчань групи розвідників можуть бути закинуті в інші регіони країни, де перед ними ставляться різні навчальні розвідувально-диверсійні завдання, після виконання яких потрібно повернутися в частину — бажано непоміченими, коли їх посилено шукають поліція, Національна гвардія та ФСБ, а громадянам оголошується, що шукають умовних терористів.

### Озброєння

#### Тритони
На озброєння почали надходити невеликі підводні апарати, що доставляти диверсантів на великі відстані: двомісний «Тритон», пізніше — двомісний «Тритон-1М», та ще пізніше шестимісний «Тритон-2». Ці апарати дозволяли диверсантам непомітно проникати прямо в бази противника, мінувати кораблі й причали та інші розвідувальні завдання.
«Тритон» — перший носій водолазів відкритого типу. Глибина занурення — до 12 метрів. Швидкість ходу — 4 вузли (7,5 км / год). Дальність ходу — 30 миль (55 км).
«Тритон-1М» — перший носій водолазів закритого типу. Вага — 3 тонни. Глибина занурення — 32 метри. Швидкість ходу — 4 вузли. Дальність ходу — 60 миль (110 км).
«Тритон-2» — перший груповий носій водолазів закритого типу. Вага — 15 тонн. Глибина занурення — 40 метрів. Швидкість ходу — 5 вузлів. Дальність ходу — 60 миль.

#### Сучасне озброєння
В даний час Тритони застаріли й виведені з бойового складу. Тепер на озброєнні морського спецпризу перебувають більш сучасні підводні носії двомісна «Сирена» та одномісний «Протей» різних модифікацій, що дозволяють виробляти потайливу висадку розвідувальної групи через торпедний апарат підводного човна.

## Командири
- Капітан 1 рангу Коваленко Петро Прокопович (1955—1959);
- Капітан 1 рангу Гур'янов Віктор Миколайович (1959—1961);
- Капітан 1 рангу Коннов Петро Іванович (1961—1966);
- Капітан 1 рангу Клименко Василь Никифорович (1966—1972);
- Капітан 1 рангу Мінкін Юрій Олексійович (1972—1976);
- Капітан 1 рангу Жарков Анатолій Васильович (1976—1981);
- Капітан 1 рангу Яковлєв Юрій Михайлович (1981—1983);
- Підполковник Євсюков Віктор Іванович (1983—1988);
- Капітан 1 рангу Омшарук Володимир Володимирович (1988—1995) — помер в лютому 2016 року;
- Підполковник Грицай Володимир Георгійович (1995—1997);
- Капітан 1 рангу Курочкін Сергій Веніаминович (1997—2000);
- Полковник Губарєв Олег Михайлович (2000—2010);
- Підполковник Бєлявський Заур Валерійович (2010—2013).